# Grijalba (Burgos)
Grijalba es un municipio y localidad española de la provincia de Burgos, en la comunidad autónoma de Castilla y León, comarca de Odra-Pisuerga, partido judicial de Burgos. Posee una de las iglesias góticas rurales más importantes de la península, la iglesia de Nuestra Señora de los Reyes.[cita requerida]

## Geografía
Se encuentra en un altozano de la campiña, que confluye con la Tierra de Campos. Está a 1 km del río Odra.

## Historia
En los primeros documentos escritos conocidos, Grijalba aparece como Ecclesia Alba («Iglesia Blanca»).
En la antigüedad se integraba en el campo de Treviño, en el que confinaban vacceos, turmódigos y cántabros. De este periodo se conserva un molino, que se conserva en el Museo Arqueológico Provincial de Burgos.
Se estima que Grijalba nació con la repoblación, durante la Reconquista. En el año 999, Grijalba aparece en una donación del conde Sancho Garcés de estos lugares al Monasterio de San Pedro de Cardeña.
El Becerro de San Miguel de Villamayor de Treviño recoge documentos en los que se cita a Grijalba que, según el Becerro, perteneció a diversos señoríos y estuvo en régimen de abadengo. Dependió del Monasterio de Las Huelgas Reales entre los años 1202 y 1222.
Entre 1300 y 1500, estuvo vinculada a Castrojeriz. En el Becerro de las Behetrías de Castilla (1352) consta que era behetría entre parientes naturales de Grijalba. En 1500, se encuadraba en el arciprestazgo de Villasandino y tenía dos iglesias, Santa María y San Miguel.
El Catastro de Ensenada (1752) la describe, indicando que era una villa en la que se cultivaba cebada, trigo, centeno, yeros, avena, legumbres, hierba..., y sobre el río Odra trabajaban hasta tres molinos. Declaran las autoridades que en esa época había 71 casas, y desde el punto de vista profesional, cuenta que había dos cirujanos, un albañil, un herrero, un tejedor, un sacristán, un organista, un maestro, un guarda del campo, otro del ganado, cuatro pobres, cinco curas, 27 labradores, cuatro hijos de labrador y 33 jornaleros.
Villa que formaba parte, en su categoría de pueblos solos, del Partido de Castrojeriz, uno de los catorce que formaban la Intendencia de Burgos. Durante el periodo comprendido entre 1785 y 1833, en el Censo de Floridablanca de 1787, jurisdicción de realengo con alcalde ordinario.
Pascual Madoz, en su diccionario, en 1847, dice: Grijalba cuenta con 100 casas, la consistorial, un hermoso edificio para la cárcel, escuela de primeras letras frecuentada por 80 alumnos, y una iglesia parroquial bajo el título de San Miguel. En cuanto a población, en esta época había 26 vecinos y 205 habitantes.
En las desamortizaciones del siglo XIX, se enajenaron bienes de una capellanía y de dos cofradías (San Martín de la Cruz y San Andrés), además de bienes que varios monasterios tenían en Grijalba.
En el siglo XX, se inauguró la carretera que comunica Grijalba con Melgar de Fernamental y Villadiego. En 1919, se instaló el tendido eléctrico. En 1927, arranca el servicio de autobús a Burgos («Autobuses Simón»).

## Demografía
Grijalba cuenta con una población de 118 habitantes (INE 2024).
| Gráfica de evolución demográfica de Grijalba entre 1842 y 2021                                                        |
| |
| Población de derecho según los censos de población del INE. Población de hecho según los censos de población del INE. |

## Economía
Fundamentalmente agraria (agrícola y ganadera) con predominio de tierras destinadas a cereal de secano y cultivo de girasol.
Tiene dos ganaderías intensivas de ganado vacuno de producción de leche.

## Cultura

### Patrimonio

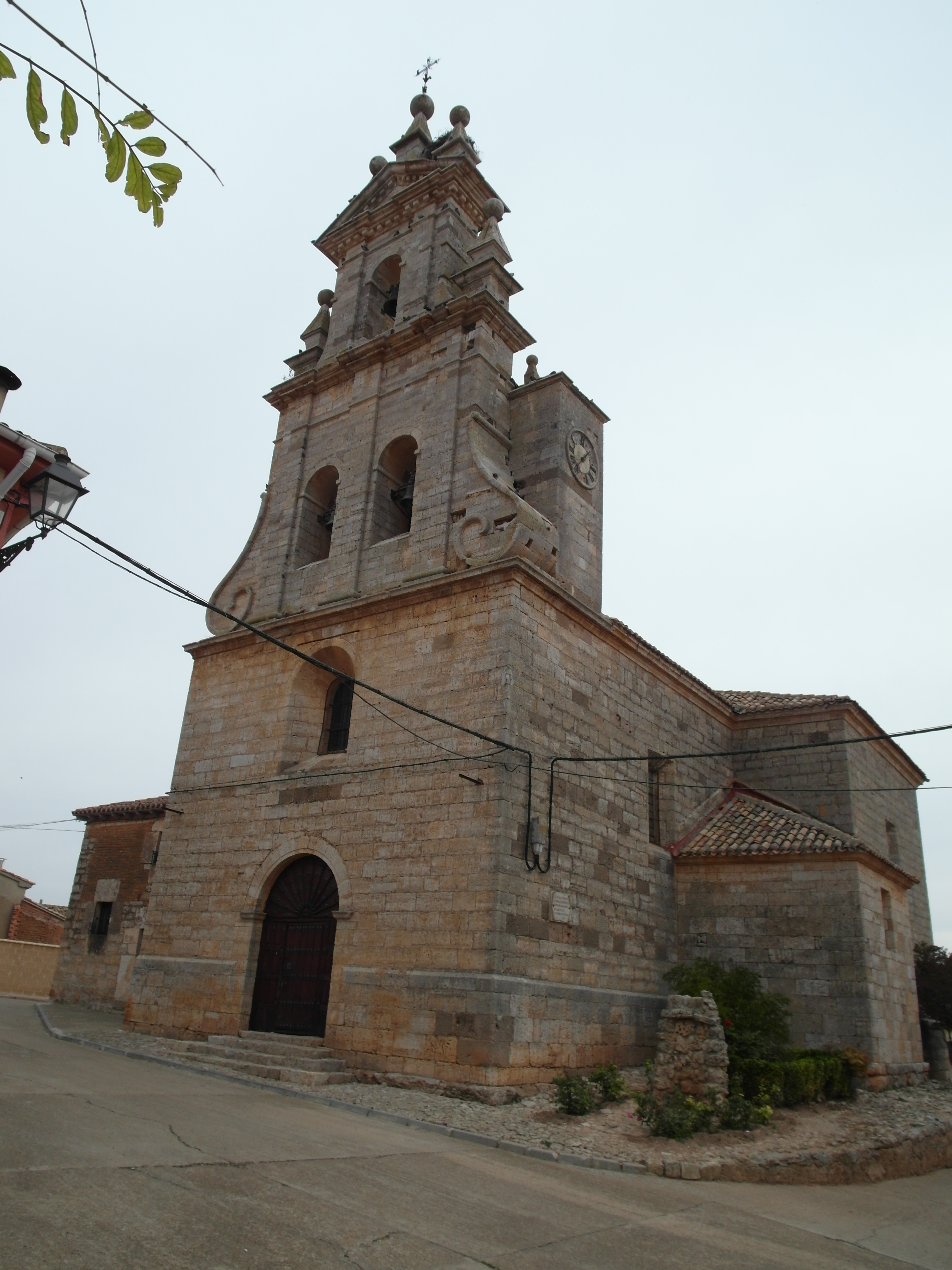
Iglesia parroquial de Grijalba

- Iglesia de Nuestra Señora de los Reyes:[2][6]

Declarada BIC en 1983. Templo gótico de la segunda mitad del siglo XIII y comienzos del XIV. Se levanta sobre otro anterior románico, fundado, al parecer, en 1140 por el rey Alfonso VII. Tiene tres naves. La central es más elevada y ancha. Tiene una nave crucero y tres capillas absidales.
Exterior: Portada formada por columnitas con podio y capiteles que narran episodios de la vida de la Virgen y de la Navidad. Sobre ellos, arquivoltas poco decoradas. Rosetón encima de la portada. También en el exterior, figurillas humanas, bolsa, rollos, etc. Gárgolas. Torre espadaña con almenas. Tuvo un claustro procesional en el lado norte, arruinado en el siglo XIX. Portada secundaria en arco, con columnitas decoradas y arquivoltas.
Interior: Pila bautismal románica. Coro en posición central (principios del siglo XVI). Columnas, capiteles corridos, arcos y bóvedas de los siglos XIII-XIV. Se conservan algunas policromías y pinturas de época bajomedieval. Interesantes vidrieras de los siglos XV y XVI. Retablo central barroco churrigueresco, de 1752. Los dos retablos laterales (de Santa Ana y el Niño y de San Vidal) son barrocos. Un cuarto retablo, en el brazo norte del crucero también es barroco y está dedicado a la Virgen del Rosario. El quinto retablo, de la Piedad, está en el brazo sur del crucero y es de estilo romanista. Tiene un órgano de 1724.
- Iglesia neoclásica de San Miguel.[6]

Construida a principios del siglo XIV. Es la iglesia parroquial, perteneciente al arciprestazgo de Amaya.
- Casas blasonadas del siglo XVIII.[2][6]
- Jota de San Vidal: patrimonio inmaterial, común en la zona del Pisuerga.

### Fiesta y costumbres
Durante tres días festejan los activos habitantes a su patrón San Vidal cuya festividad es el día 28 de abril. Los actos religiosos se centran en la misa de la mañana y la procesión de la tarde, durante la cual se baila la típica jota de San Vidal, común en la zona de Pisuerga y Campos.
Se divierten practicando el mus, bolos femeninos, bailes y comidas comunitarias.
Son también festivos Nuestra Señora de los Reyes, en agosto y San Miguel, en septiembre.